# Språkinlärning
Språkinlärning är det som en person tillämpar när man lär sig ett språk bortsett från sitt modersmål, ett andraspråk eller ett främmande språk. Språkinlärning underlättas om personen som lär sig ett nytt språk utsätts för det i naturliga situationer, genom att man hör orden uttalas i konversationer och lär sig anpassa dem i skrift.
Man skiljer oftast på språkinlärning och språkutveckling. Språkutveckling är det som barn sysslar med när de lär sig sitt första språk, sitt modersmål.
Det har länge pågått forskning kring språkinlärning och att lära sig ett språk. Först på 1960-talet började man forska och undersöka i hur enskilda individer går tillväga för att lära sig ett språk. Genom de studier som genomfördes fick man reda på att en person själv kan lära sig ett annat språk och dess grammatik utan att få det förklarat grammatiskt. Personer som lär sig ännu ett språk bygger, precis som barn gör när de först börjar prata och lär sig sitt modersmål, upp en egen grammatik som man använder innan man får en full förståelse för språket. En känd språkvetare, Noam Chomsky menar att vi människor har en medfödd språkförmåga, en sorts förprogrammering till grammatiken. Dock finns det mycket frågor om detta gällande vuxnas förmåga att kunna lära sig ett språk utifrån denna teori. Många menar att om vuxna har samma medfödda förmåga som barn, varför är det då så att barn har lättare att lära sig ett språk och de flesta av oss talar på korrekt sätt från det att vi är några år gamla, medan vi som vuxna får kämpa hårt och kanske aldrig riktigt behärskar ett nytt språk och dess grammatik.